# Roëllecourt
Roëllecourt és un municipi francès situat al departament del Pas de Calais i a la regió dels Alts de França. L'any 2007 tenia 628 habitants.

## Demografia

### Població
El 2007 la població de fet de Roëllecourt era de 628 persones. Hi havia 220 famílies de les quals 40 eren unipersonals (24 homes vivint sols i 16 dones vivint soles), 76 parelles sense fills, 88 parelles amb fills i 16 famílies monoparentals amb fills.
La població ha evolucionat segons el següent gràfic:
Habitants censats

### Habitatges
El 2007 hi havia 238 habitatges, 226 eren l'habitatge principal de la família, 2 eren segones residències i 10 estaven desocupats. 220 eren cases i 17 eren apartaments. Dels 226 habitatges principals, 164 estaven ocupats pels seus propietaris, 58 estaven llogats i ocupats pels llogaters i 4 estaven cedits a títol gratuït; 2 tenien una cambra, 13 en tenien dues, 28 en tenien tres, 56 en tenien quatre i 127 en tenien cinc o més. 186 habitatges disposaven pel capbaix d'una plaça de pàrquing. A 103 habitatges hi havia un automòbil i a 106 n'hi havia dos o més.

### Piràmide de població
La piràmide de població per edats i sexe el 2009 era:
| Homes | Edats   | Dones |
| ----- | ------- | ----- |
| 0     | 95 o +  | 0     |
| 0     | 90 a 94 | 0     |
| 8     | 85 a 89 | 0     |
| 4     | 80 a 84 | 4     |
| 4     | 75 a 79 | 12    |
| 8     | 70 a 74 | 4     |
| 8     | 65 a 69 | 8     |
| 12    | 60 a 64 | 20    |
| 24    | 55 a 59 | 4     |
| 8     | 50 a 54 | 24    |
| 28    | 45 a 49 | 24    |
| 20    | 40 a 44 | 16    |
| 24    | 35 a 39 | 16    |
| 20    | 30 a 34 | 36    |
| 36    | 25 a 29 | 12    |
| 28    | 20 a 24 | 24    |
| 12    | 15 a 19 | 12    |
| 20    | 10 a 14 | 12    |
| 28    | 5 a 9   | 20    |
| 36    | 0 a 4   | 16    |

## Economia
El 2007 la població en edat de treballar era de 423 persones, 304 eren actives i 119 eren inactives. De les 304 persones actives 278 estaven ocupades (161 homes i 117 dones) i 26 estaven aturades (9 homes i 17 dones). De les 119 persones inactives 33 estaven jubilades, 56 estaven estudiant i 30 estaven classificades com a «altres inactius».

### Ingressos
El 2009 a Roëllecourt hi havia 223 unitats fiscals que integraven 601 persones, la mediana anual d'ingressos fiscals per persona era de 17.321 €.

### Activitats econòmiques
Dels 26 establiments que hi havia el 2007, 1 era d'una empresa de fabricació d'altres productes industrials, 8 d'empreses de construcció, 4 d'empreses de comerç i reparació d'automòbils, 5 d'empreses de transport, 1 d'una empresa d'hostatgeria i restauració, 1 d'una empresa financera, 3 d'empreses de serveis, 1 d'una entitat de l'administració pública i 2 d'empreses classificades com a «altres activitats de serveis».
Dels 6 establiments de servei als particulars que hi havia el 2009, 1 era una fusteria, 3 lampisteries, 1 electricista i 1 restaurant.
Dels 2 establiments comercials que hi havia el 2009, 1 era una fleca i 1 una botiga de material de revestiment de parets i terra.
L'any 2000 a Roëllecourt hi havia 9 explotacions agrícoles que ocupaven un total de 300 hectàrees.

## Equipaments sanitaris i escolars
El 2009 hi havia una escola elemental.

## Poblacions més properes
El següent diagrama mostra les poblacions més properes.